# Neobrachiochondria
Neobrachiochondria is een geslacht van eenoogkreeftjes uit de familie van de Chondracanthidae. De wetenschappelijke naam van het geslacht is voor het eerst geldig gepubliceerd in 1969 door Kabata.

## Soorten
- Neobrachiochondria quadrata Kabata, 1969